# ローレンス・ヘイスティングス (初代ペンブルック伯)

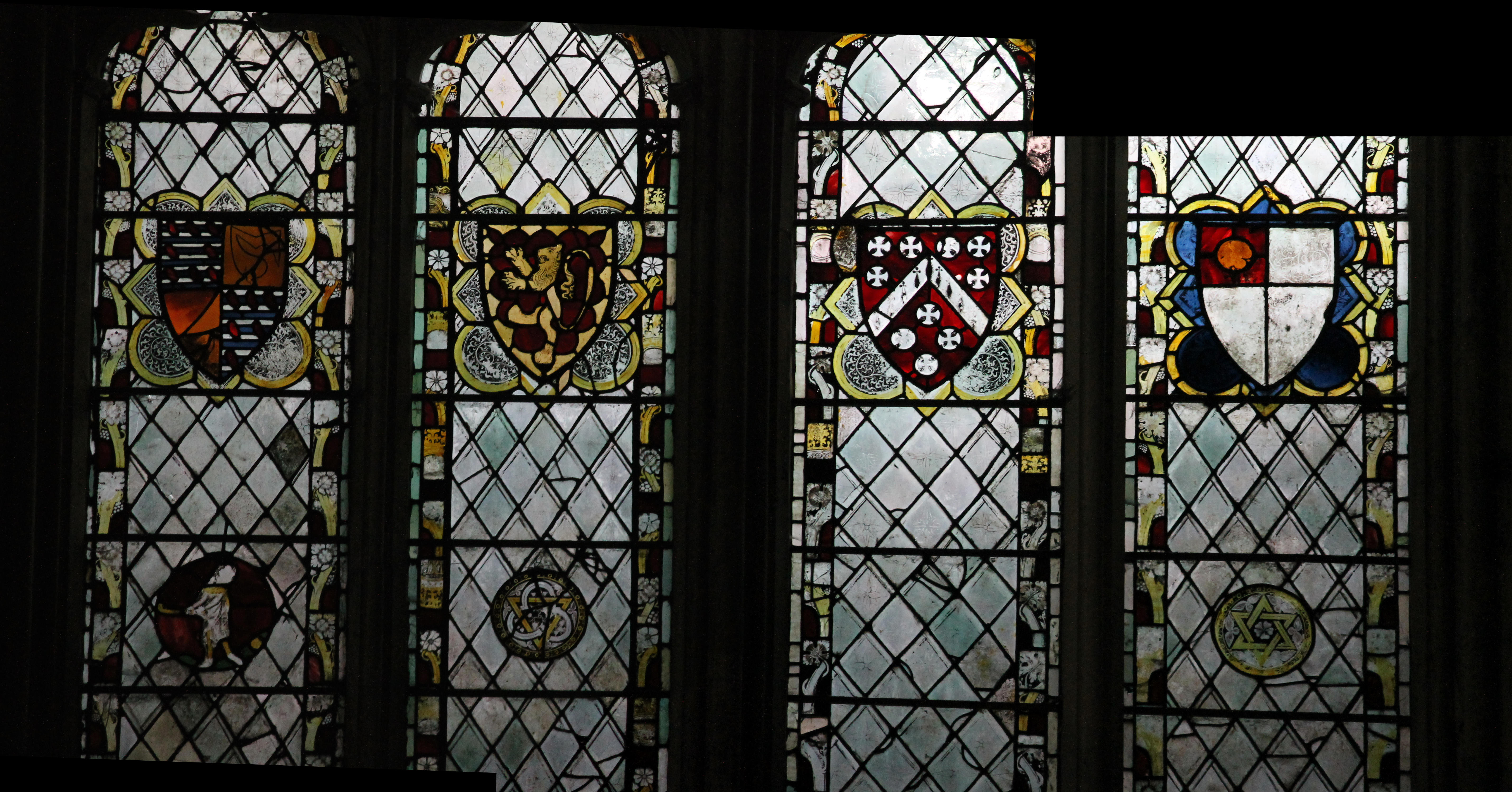
ペンブルック伯ローレンス・ド・ヘイスティングスの紋章と、クレシーの戦いとカレー包囲戦（1347年）で戦った他の騎士の紋章（グロスター大聖堂の東窓）

ローレンス・ド・ヘイスティングス（Laurence de Hastings, 1st Earl of Pembroke, 1319年3月20日 - 1348年8月20日）は、ノルマン系イングランド貴族。エドワード2世およびエドワード3世の治世下で、初代ペンブルック伯、アバーガベニー男爵およびヘイスティングス男爵となった。

## 生涯
父は第2代ヘイスティングス男爵ジョン・ヘイスティングス、母はジュリアナ・レイボーンである。ウォリックシャーのアレスリーで生まれた。初代ペンブルック伯ウィリアム・ド・ヴァランスの曾孫にあたり、ヴァランス家の領地の一部を女系で相続していたため、1339年10月にペンブルック伯として新たに創設（または認定）された。
1348年にアバーガベニー城で亡くなり、アバーガベニーのセント・メアリー修道院教会に埋葬された。

## 子女
初代マーチ伯ロジャー・モーティマーの娘アグネスと結婚し、1男をもうけた。
- ジョン（1347年 - 1375年） - 第2代ペンブルック伯